# Teocrație
Teocrația este o formă de guvernământ în care Dumnezeu sau o zeitate este recunoscută ca și conducător civil suprem al statului, sau într-un sens mai larg, o formă de guvernământ în care statul este guvernat prin ghidare divină imediată sau prin oficiali care sunt priviți ca fiind ghidați divin. Pentru credincioși, teocrația este o formă de guvernământ în care puterea divină guvernează un stat pământesc fie prin încarnare, fie, mai des, prin reprezentanți religioși instituționali (ex., o biserică), înlocuiește sau domină guvernarea civilă. Guvernele teocratice dau legi teonomice.
Teocrația trebuie să fie deosebită de alte forme seculare de guvernământ, care au o religie statală sau sunt doar influențate de concepte religioase sau morale, și monarhiile ținute „prin bunăvoința lui Dumnezeu”.
O teocrație poate să fie monistă (unde ierarhia administrativă a guvernului este identică cu ierarhia administrativă a religiei) sau poate avea două „brațe”, dar cu ierarhia administrativă a statului subordonată celei religioase.
Tendințe teocratice au apărut în unele tradiții religioase (cum ar fi în: iudaism, islam, confucianism, hinduism și creștinism: catolicism, ortodoxie, protestantism și mormonism). Exemple istorice de teocrații sunt Imperiul bizantin (330-1453 după Hristos) și cel carolingian (800-888).

## Istorie a conceptului
Cuvântul teocrație vine de la cuvântul grecesc θεοκρατία, care înseamnă „domnia lui Dumnezeu”. Acesta, la rândul lui, este derivat de la cuvintele grecești θεός (theos, dintr-o rădăcină indo-europeană care apare în concepte religioase) înseamnă „Dumnezeu” și κράτειν (kratein) înseamnă „a domni”. Deci, sensul cuvântului grec era „a domni prin Dumnezeu / dumnezei” sau prin încarnări umane ale zeilor.
Termenul a fost introdus de Josephus Flavius în primul secol al creștinismului, pentru a descrie guvernul caracteristic al evreilor. Josephus a argumentat că în timp ce grecii vechi recunoșteau trei tipuri de guvernământ: monarhie, aristocrație și anarhie, evreii erau unici, prin faptul că sistemul lor de guvernământ nu se încadra în aceste categorii. Josephus a înțeles teocrația ca o a patra formă de guvernământ, în care doar Dumnezeu și legea lui sunt suverani. Definiția lui Josephus a fost larg acceptată până în perioada iluminismului, când termenul a început să colecteze conotații mai universale și negative, în special în mâinile lui Hegel.
În cele mai comune folosiri ale termenului teocrație: 
- unii conducători civili din religia dominantă (ex., împăratul bizantin ca patron al bisericii oficiale);
- guvernul pretinde să conducă din partea lui Dumnezeu sau a unei puteri mai mari, după cum e specificat de religia locală, și aprobarea divină a instituțiilor guvernului și a legilor laice.

Aceste caracteristici se aplică și unui regim cezaropapist. Totuși, Imperiul bizantin nu a fost teocratic, din moment ce patriarhul răspundea împăratului, nu vice-versa; în mod similar în Anglia Tudorilor, Coroana a forțat biserica locală să se separe de Roma, astfel încât puterea regală (și în special, mai târziu, cea parlamentară) să poate avea control asupra ierarhiei Bisericii Anglicane și să-i poată confisca proprietăți și venituri.
Modernitatea s-a lepădat, politic, de teocrație. Regimurile teocratice contemporane sunt considerate totalitare.

## State care au aspecte teocratice

### Andorra
Andorra a fost o democrație parlamentară din 1993. Înainte de acel an, Andorra a fost o co-principalitate cu doi șefi de stat: conducătorul Franței (un rege sau președinte) și episcopul catolic spaniol din Urgel. Deși sistemul curent de guvernare permite votul democratic pentru reprezentanții parlamentari, episcopul de Urgel rămâne unul dintre conducătorii de stat titulari ai acestei țări.

### Republica Islamică a Iranului
Guvernul Iranului este descris ca o „republică teocratică". Conducătorul de stat iranian sau Conducătorul Suprem este un cleric islamic, numit pe viață de către un consiliu ales. Consiliul Protector (considerat parte a ramurii executive a guvernului) este responsabil cu determinarea compatibilității legislației civile cu legea și obiceiurile islamice și poate interzice candidaților să participe la alegeri.

### Regatul Arabiei Saudite
Arabia Saudită este o monarhie cu un sistem legal bazat pe legea Islamică (Șeriatul). Legile seculare au fost stabilite pentru a guverna zone, dar și pentru a rezolva disputele comerciale, care nu sunt tratate de legea islamică tradițională.

### Orașul Vatican
După unificarea Italiei, orașul Vatican a devenit ultimul teritoriu supraviețuitor al fostelor State Papale. În 1929, Vaticanul a fost recunoscut ca stat independent prin tratate cu guvernul italian. Conducătorul statului este Papa ales de un Colegiu de Cardinali (ansamblu de clerici catolici seniori).  Papa este ales pe viață și dreptul de vot este limitat doar cardinalilor sub 80 de ani. Un secretar de stat, direct responsabil pentru relațiile internaționale, este numit de Papă. Sistemul legal al Vaticanului este înrădăcinat în dreptul canonic catolic.  